# Alcalus rajae
Espèce
Synonymes
- Ingerana rajae Iskandar, Bickford & Arifin, 2011

Alcalus rajae est une espèce d'amphibiens de la famille des Ceratobatrachidae.

## Répartition
Cette espèce est endémique du Kalimantan en Indonésie. Elle se rencontre dans le parc national de Bukit Baka Bukit Raya dans le Kabupaten de Melawi au Kalimantan occidental.

## Description
Les femelles mesurent entre 34,6 et 40,1 mm. Son dos est uniformément brun foncé ou noirâtre. Sa face ventrale est marbrée de brun foncé.

## Étymologie
Son nom d'espèce, rajae, lui a été donné en référence à sa localité type, Bukit Raya, mais également par le fait qu'en indonésien raja (ou raya) signifie « majestueux, royal, grand, énorme » ce qui correspond bien à cette espèce dont la taille est nettement plus importante que les autres membres de ce genre.

## Publication originale
- Iskandar, Bickford & Arifin, 2011 : A new Ingerana (Anura, Dicroglossidae) with no external tympanum from Borneo, Indonesia. Raffles Bulletin of Zoology vol. 59, no 2, p. 213-218 (texte intégral).